# F. League 2008-2009
La F. League 2008-2009 è la 2ª edizione della massima divisione giapponese di calcio a 5.

## Squadre
Le squadre che hanno partecipato alla 2ª edizione della massima divisione giapponese 2008/2009 sono:
| Squadre               | Città/Prefettura    | Palazzetto                          | Anno di fondazione |
| --------------------- | ------------------- | ----------------------------------- | ------------------ |
| Bardral Urayasu       | Urayasu, Chiba      | Urayasu General Gymnasium           | 1998               |
| ASV Pescadola Machida | Machida, Tokyo      | Machida Municipal General Gymnasium | 1999               |
| Shonan Bellmare       | Hiratsuka, Kanagawa | Odawara Arena                       | 2007               |
| StellAmigo            | Hanamaki, Iwate     | Hanamaki Arena                      | 1996               |
| Nagoya Oceans         | Nagoya, Aichi       | Taiyo Yakuhin Ocean Arena           | 2006               |
| Shriker Osaka         | Osaka, Osaka        | Osaka Municipal Central Gymnasium   | 2002               |
| Deução Kobe           | Kōbe, Hyogo         | Kobe Green Arena                    | 1993               |
| Vasagey Oita          | Ōita, Ōita          | Oozu Sports Park                    | 2003               |

## Verdetti
- Nagoya Oceans  Campione del Giappone 2008-2009
- Nagoya Oceans qualificata alla AFC Futsal Club Championship

Vedi: F. League

## Premi

### Premio Fairplay
- Nagoya Oceans

### Premi individuali

#### Most Valuable Player (MVP)
- Wataru Kitahara (Nagoya)

#### Cannoniere
- Yusuke Inada (Bardral Urayasu): 21